# جورج بيتش (لاعب هوكي الجليد)
جورج بيتش هو لاعب هوكي الجليد كندي، ولد في 4 أكتوبر 1926 في ريجاينا في كندا.

## وصلات خارجية
- جورج بيتش على موقع EliteProspects.com (الإنجليزية)
- جورج بيتش على موقع HockeyDB.com (الإنجليزية)